# 永井浩 (内務官僚)

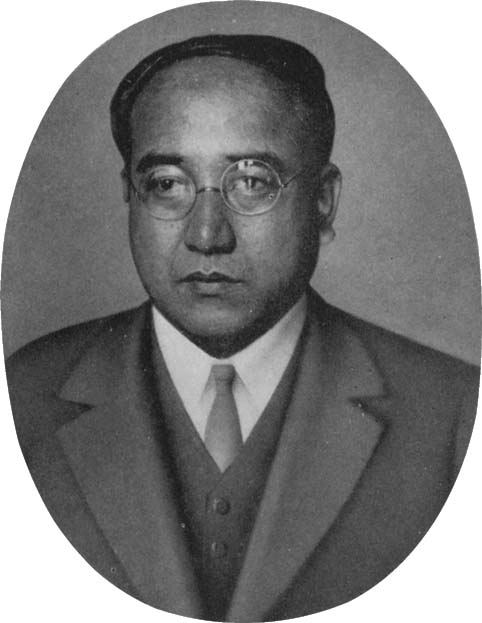
永井浩

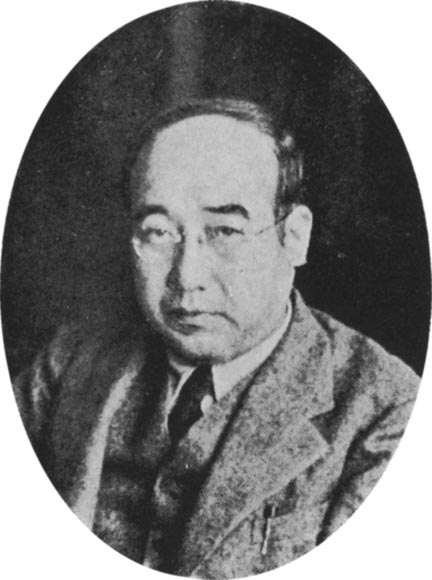
永井浩

永井 浩（ながい ひろし、1899年（明治32年）4月 - 1960年（昭和35年）8月3日）は、日本の内務・文部官僚。官選熊本県知事。

## 経歴
青森県出身。永井武彦の長男として生まれる。第六高等学校を卒業。1922年11月、高等試験行政科試験に合格。1923年、東京帝国大学法学部政治学科を卒業。内務省に入省し東京府属となる。
以後、地方警視、復興局事務官、滋賀県書記官・学務部長、石川県書記官・警察部長、愛知県書記官・学務部長、厚生省書記官などを歴任。1939年、文部省に転じ、同省書記官、東京美術学校校長事務取扱、専門学務局長を経て、学徒動員局長となる。
1946年1月、前任の平井章が公職追放で辞任したことに伴い熊本県知事に就任したが、同年7月、永井自身も公職追放となり知事を辞した。
その後、財団法人国際学友会理事、海洋少年団理事、憲法普及会理事、日本大学顧問などを務めた。